# Dimo Kostov
Dimo Kostov (Haskovo, Bulgaria, 11 de marzo de 1947) es un deportista búlgaro retirado especialista en lucha libre olímpica donde llegó a ser medallista de bronce olímpico en Montreal 1976.

## Carrera deportiva
En los Juegos Olímpicos de 1976 celebrados en Montreal ganó la medalla de bronce en lucha libre olímpica de pesos de hasta 100 kg, tras el luchador soviético Ivan Yarygin (oro) y el estadounidense Russell Hellickson (plata).